# IPhone 8/8 Plus
L'iPhone 8 i l'iPhone 8 Plus són telèfons intel·ligents dissenyats, desenvolupats i comercialitzats per Apple Inc. Aquests van ser anunciats el dia 12 de setembre de 2017 juntament amb l'iPhone X en el Teatre de Steve Jobs en el campus del Parc d'Apple, i van ser posats a la venda el 22 de setembre de 2017, com a successors de l'iPhone 7 i iPhone 7 Plus.
A més d'afegir la part posterior de vidre, en termes de disseny, l'iPhone 8 i 8 Plus són molt semblants als seus predecessors. Els canvis més notables inclouen la inclusió de la càrrega sense fil, un processador més ràpid, càmeres millorades i una pantalla de millor qualitat de imatge.

## Història
El 31 d'agost de 2017, Apple va enviar invitacions de premsa per a un esdeveniment de premsa en el Teatre Steve Jobs al campus del Parc Apple que tindria lloc el 12 de setembre de 2017. L'iPhone 8 i iPhone 8 Plus es van anunciar en aquest esdeveniment, i es van posar a la venda en Catalunya el 22 de setembre de 2017.
El 13 d'abril de 2018, Apple va llançar una edició especial de l'iPhone 8 en color vermell. Aquesta versió només està disponible en capacitats de 64 i 256 GB i és part de la iniciativa de Product (RED), de manera que part dels diners recaptats amb la venda d'aquest model són destinats a la lluita contra el VIH a l'Àfrica subsahariana.

## Especificacions

### Maquinari
Els iPhone 8 i 8 Plus conserven la pantalla Retina HD que es troba en l'iPhone 7, però ara compten amb la tecnologia, True Tone, la qual permet ajustos de pantalla automàtics basats en la il·luminació ambiental circumdant. Poden reproduir contingut HDR10 i Dolby Visió malgrat no cmpten amb una pantalla HDR, convertint el contingut HDR en adequat per la pantalla i al mateix temps millorant el rang dinàmic, el contrast i l'àmplia gamma de colors en comparació amb l'estàndard de contingut.
L'iPhone 8 té una càmera de 12 MP amb enfocament automàtic, obertura f/1.8 i estabilització d'imatge òptica capaç de capturar vídeo 4K a 24, 30 o 60 fotogrames per segon, o de vídeo a 1080p i 30, 60, 120 o 240 fotogrames per segon. L'iPhone 8 Plus actualitza la càmera principal per a una lent gran angular amb un zoom digital de fins a 10x o zoom òptic ×2, i té una segona lent de teleobjectiu similar a la de l'iPhone 7 Plus, però amb una millor profunditat de camp i efectes d'il·luminació en mode vertical. Ambdós models tenen una càmera frontal 7 Mpx amb una obertura f/2.2 capaç de capturar vídeo 1080p a 30 fotogrames per segon i vídeo de 720p a 240 fotogrames per segon, juntament amb la detecció de cares i rang dinàmic alt.
L'iPhone 8 i 8 Plus contenen la A11 Bionic d'Apple, un processador de sis nuclis que compta amb dos nuclis per rendiment que són un 25 % més ràpids que el processador A10 Fusion de la generació de iPhones anteriors, i quatre nuclis per a l'eficiència que són un 70 % més ràpids que l'anterior model d'iPhone. Els telèfons mòbilstambé tenen una unitat de processament gràfic (GPU) de tres nuclis dissenyada per Apple, que és un 30 % més ràpida que la que s'inclou en el SoC A10 Fusion de l'iPhone 7. Ambdós models venen amb les opcions d'emmagatzematge de 64 i 256 GB, i s'ofereixen opcions de color de plata, d'or, de color gris espacial, i vermell.
Els telèfons mòbils tenen un suport de vidre en lloc de la carcassa d'alumini completa que es troba en els models anteriors, el que permet l'ús de la càrrega sense fils estàndard Qi. Els telèfons mòbils tenen un IP67 de qualificació per a resistència a l'aigua.

### Programari
L'iPhone 8 i l'iPhone 8 Plus van ser llançats amb el sistema operatiu iOS 11.

## Recepció
Chris Velazco de Engadget va elogiar la velocitat del processador A11, la qualitat de construcció i la càmera, la qual va considerar excel·lent, alhora que va criticar les familiaritats de disseny amb les generacions anteriors de l'iPhone i els nivells de protecció de l'aigua limitats en comparació amb els seus competidors.
John McCann de TechRadar va elogiar la sensacuó del vidre tot i criticar el disseny general del telèfon. McCann també va elogiar la càmera i v calificar l'addició de la càrrega sense fils com una aspecte útil en la línia de l'iPhone.
Nilay Patel de The Verge va anomenar l'iPhone 8 "l'opció per defecte", assenyalant que l'iPhone 8 i 8 Plus són gairebé universalment eclipsats i ignorats per l'iPhone X. No obstant això, va elogiar el factor de forma de l'aparell per ser més fàcil de sostenir i no relliscar, així com la incorporació de la tecnologia True Tone en la pantalla i la millora dels parlants. Va criticar la velocitat de càrrega a través dels coixinets sense fils, així com el preu de la variant superior de l'iPhone 8 Plus.
David Pierce de Wired també va dir que els models d'iPhone 8 i 8 Plus van ser eclipsats i ignorats per l'iPhone X, tot i anomenar-los "els telèfons virtualment perfectes". Pierce va elogiar el rendiment, les càmeres i pantalles, mentre criticava repetidament el disseny de "desactualitzat" dels telèfons intel·ligents.
Samuel Axon d'Ars Technica va anomenar ap processador A11 "una proesa meravellosa de l'enginyeria", escrivint que ofereix "rendiment líder en la indústria". Axon també va elogiar les càmeres i va escriure que "els colors són molt bons i el rendiment amb poca llum és molt bo per a un telèfon intel·ligent".
Els iPhone 8 i 8 Plus, també van ser criticats per la seva durabilitat, ja que les proves de caiguda realitzades van demostrar que la part posterior de vidre no és "el vidre més durador que exiteix en untelèfon intel·ligent", tal com afirma Apple. L'empresa de proves de càmera DxOMark va donar a la càmera de l'iPhone 8 una puntuació de 90 i a la de l'iPhone 8 Plus una puntuació de 100, donant-los el títol de les millors càmeres de telèfons intel·ligents provades per l'empresa DxOMark.

## Vendes
Segons les dades de CIRP, l'iPhone 8 s'ha agenciat el 44 % de les vendes en l'ecosistema d'Apple, convertint-se així en el telèfon més venut d'Apple.